# Borussia Verein für Leibesübungen 1900 Mönchengladbach 1989-1990
Questa voce raccoglie le informazioni riguardanti il Borussia Verein für Leibesübungen 1900 Mönchengladbach nelle competizioni ufficiali della stagione 1989-1990.

## Stagione
Nella stagione 1989-1990 il Borussia Mönchengladbach, allenato da Wolf Werner e Gerd vom Bruch, concluse il campionato di Bundesliga al 15º posto. In Coppa di Germania il Borussia Mönchengladbach fu eliminato agli ottavi di finale dal Kickers Offenbach.

## Rosa
| N. |                      | Ruolo | Calciatore            |
| -- | -------------------- | ----- | --------------------- |
|    | Germania (bandiera)  | P     | Uwe Kamps             |
|    | Germania (bandiera)  | D     | Michael Klinkert      |
|    | Germania (bandiera)  | C     | Karlheinz Pflipsen    |
|    | Germania (bandiera)  | C     | Peter Wynhoff         |
|    | Germania (bandiera)  | C     | Christian Hochstätter |
|    | Germania (bandiera)  | P     | Uwe Brunn             |
|    | Germania (bandiera)  | D     | Olaf Becker           |
|    | Germania (bandiera)  | D     | Hans-Günter Bruns     |
|    | Germania (bandiera)  | D     | Thomas Eichin         |
|    | Norvegia (bandiera)  | D     | Kai-Erik Herlovsen    |
|    | Germania (bandiera)  | D     | Thomas Huschbeck      |
|    | Austria (bandiera)   | D     | Bernd Krauss          |
|    | Germania (bandiera)  | D     | Manfred Stefes        |
|    | Rep. Ceca (bandiera) | D     | František Straka      |
|    | Germania (bandiera)  | C     | Jörg Albertz          |
|    | Germania (bandiera)  | C     | Stefan Effenberg      |

| N. |                     | Ruolo | Calciatore       |
| -- | ------------------- | ----- | ---------------- |
|    | Germania (bandiera) | C     | Jürgen Lange     |
|    | Germania (bandiera) | C     | Carsten Marell   |
|    | Germania (bandiera) | C     | Norbert Meier    |
|    | Germania (bandiera) | C     | Jörg Neun        |
|    | Germania (bandiera) | C     | Uwe Quickenstedt |
|    | Norvegia (bandiera) | C     | Kjetil Rekdal    |
|    | Germania (bandiera) | C     | Michael Spies    |
|    | Germania (bandiera) | C     | André Winkhold   |
|    | Germania (bandiera) | C     | Thomas Winter    |
|    | Ucraina (bandiera)  | A     | Ihor Bjelanov    |
|    | Germania (bandiera) | A     | Oliver Bierhoff  |
|    | Germania (bandiera) | A     | Olaf Bodden      |
|    | Germania (bandiera) | A     | Christoph Budde  |
|    | Germania (bandiera) | A     | Hans-Jörg Criens |
|    | Germania (bandiera) | A     | Martin Max       |

## Calciomercato

### Sessione estiva
| Acquisti | Acquisti         | Acquisti               | Acquisti |
| R.       | Nome             | da                     | Modalità |
| -------- | ---------------- | ---------------------- | -------- |
| A        | Ihor Bjelanov    | Dinamo Kiev            |          |
| A        | Olaf Bodden      | Viktoria Goch          |          |
| D        | Michael Klinkert | Schalke 04             |          |
| C        | Carsten Marell   | Schalke 04             |          |
| A        | Martin Max       | FC 96 Recklinghausen   |          |
| C        | Michael Spies    | Karlsruhe              |          |
| C        | Peter Wynhoff    | Reinickendorfer Füchse |          |

| Cessioni | Cessioni          | Cessioni  | Cessioni |
| R.       | Nome              | a         | Modalità |
| -------- | ----------------- | --------- | -------- |
| D        | Hans-Georg Dreßen | Colonia   |          |
| D        | Michael Frontzeck | Stoccarda |          |
| C        | Jörg Kretzschmar  | Meppen    |          |
| A        | Gøran Sørloth     | Rosenborg |          |
| A        | Günter Thiele     | Duisburg  |          |

### Sessione invernale
| Acquisti | Acquisti        | Acquisti     | Acquisti |
| R.       | Nome            | da           | Modalità |
| -------- | --------------- | ------------ | -------- |
| C        | Norbert Meier   | Werder Brema |          |
| A        | Oliver Bierhoff | Amburgo      |          |

| Cessioni | Cessioni     | Cessioni     | Cessioni |
| R.       | Nome         | a            | Modalità |
| -------- | ------------ | ------------ | -------- |
| C        | Jürgen Lange | Sint-Truiden |          |

## Risultati

### Bundesliga

#### Girone di andata
| Arbitro: | Strigel |

|                      |           |                      |
| Kuntz 1’, 24’ (rig.) | Marcatori | 56’ (rig.) Effenberg |

| Mönchengladbach 5 agosto 1989, ore 15:30 CEST 2ª giornata | Borussia M'gladbach | 0 – 0 referto | Bayern Monaco | Bökelbergstadion (34 000 spett.)\| Arbitro: \| Osmers \| |
| Arbitro:                                                  | Osmers              |               |               |                                                          |

| Leverkusen 12 agosto 1989, ore 15:30 CEST 3ª giornata | Bayer Leverkusen | 0 – 0 referto | Borussia M'gladbach | Ulrich-Haberland-Stadion (16 700 spett.)\| Arbitro: \| Fux \| |
| Arbitro:                                              | Fux              |               |                     |                                                               |

| Arbitro: | Boos |

|                                                    |           |            |
| Effenberg 52’ Criens 62’ Hochstätter 75’ Budde 89’ | Marcatori | 80’ Wenzel |

| Brema 22 agosto 1989, ore 20:00 CEST 5ª giornata | Werder Brema | 0 – 0 referto | Borussia M'gladbach | Weserstadion (21 149 spett.)\| Arbitro: \| Theobald \| |
| Arbitro:                                         | Theobald     |               |                     |                                                        |

| Mönchengladbach 26 agosto 1989, ore 15:30 CEST 6ª giornata | Borussia M'gladbach | 0 – 0 referto | Borussia Dortmund | Bökelbergstadion (21 000 spett.)\| Arbitro: \| Harder \| |
| Arbitro:                                                   | Harder              |               |                   |                                                          |

| Arbitro: | Mierswa |

|                            |           |  |
| Wirsching 53’ Hausmann 61’ | Marcatori |  |

| Arbitro: | Albrecht |

|                                       |           |           |
| Bruns 39’ (rig.) Budde 57’ Criens 64’ | Marcatori | 78’ Fuchs |

| Mönchengladbach 15 settembre 1989, ore 19:30 CEST 9ª giornata | Borussia M'gladbach | 0 – 0 referto | Homburg | Bökelbergstadion (8 000 spett.)\| Arbitro: \| Wittke \| |
| Arbitro:                                                      | Wittke              |               |         |                                                         |

| Arbitro: | Schmidhuber |

|  |           |           |
|  | Marcatori | 33’ Spies |

| Arbitro: | Heitmann |

|  |           |                         |
|  | Marcatori | 63’ Götz 78’ Littbarski |

| Arbitro: | Osmers |

|                                                   |           |                                |
| Freiler 25’ Dais 34’ (rig.) Güttler 57’ Meyer 73’ | Marcatori | 49’ Effenberg 89’ (rig.) Bruns |

| Arbitro: | Amerell |

|            |           |                                     |
| Criens 35’ | Marcatori | 33’ Jusufi 58’ Beiersdorfer 84’ Eck |

| Arbitro: | Tritschler |

|                                    |           |  |
| Andersen 72’ Eckstein 83’ Bein 89’ | Marcatori |  |

| Arbitro: | Strigel |

|           |           |                         |
| Bruns 75’ | Marcatori | 22’ Leifeld 55’ Wegmann |

| Arbitro: | Theobald |

|                                                          |           |  |
| Schmäler 24’ Hartmann 58’ Allgöwer 65’ Walter 73’ (rig.) | Marcatori |  |

| Arbitro: | Richmann |

|  |           |              |
|  | Marcatori | 34’ Witeczek |

#### Girone di ritorno
| Arbitro: | Neuner |

|                                        |           |              |
| Effenberg 51’ (rig.), 69’ Bjelanov 73’ | Marcatori | 88’ Labbadia |

| Arbitro: | Harder |

|                           |           |  |
| Wohlfarth 5’ McInally 76’ | Marcatori |  |

| Arbitro: | Mierswa |

|              |           |              |
| Bjelanov 28’ | Marcatori | 62’ Jorginho |

| Arbitro: | Scheuerer |

|                        |           |            |
| Golke 7’ Knoflíček 59’ | Marcatori | 15’ Criens |

| Arbitro: | Schmidhuber |

|                                             |           |  |
| Bjelanov 7’, 16’ Hochstätter 29’ Criens 75’ | Marcatori |  |

| Arbitro: | Föckler |

|                                       |           |  |
| Rummenigge 37’ Breitzke 42’ Lusch 47’ | Marcatori |  |

| Arbitro: | Barnick |

|                                         |           |  |
| Klinkert 13’ Hochstätter 39’ Criens 42’ | Marcatori |  |

| Arbitro: | Wiesel |

|  |           |                      |
|  | Marcatori | 80’ (rig.) Effenberg |

| Arbitro: | Kriegelstein |

|             |           |                                                |
| Dittmer 82’ | Marcatori | 11’ (aut.) Herrmann 22’ Criens 65’ Hochstätter |

| Mönchengladbach 31 marzo 1990, ore 15:30 CEST 27ª giornata | Borussia M'gladbach | 0 – 0 referto | Karlsruhe | Bökelbergstadion (21 683 spett.)\| Arbitro: \| Steinborn \| |
| Arbitro:                                                   | Steinborn           |               |           |                                                             |

| Arbitro: | Fux |

|                                        |           |  |
| Effenberg 17’ (aut.) Götz 64’ Rudy 83’ | Marcatori |  |

| Arbitro: | Werner |

|                           |           |  |
| Hochstätter 5’ Criens 89’ | Marcatori |  |

| Arbitro: | Amerell |

|                                     |           |  |
| Nando 40’ von Heesen 58’ Furtok 66’ | Marcatori |  |

| Arbitro: | Harder |

|                     |           |                     |
| Criens 8’ Spies 74’ | Marcatori | 84’ (aut.) Klinkert |

| Arbitro: | Heitmann |

|                        |           |                 |
| Wegmann 2’ Leifeld 34’ | Marcatori | 37’ Hochstätter |

| Arbitro: | Umbach |

|                                      |           |              |
| Spies 36’ Hochstätter 61’ Criens 74’ | Marcatori | 79’ Allgöwer |

| Krefeld 12 maggio 1990, ore 15:30 CEST 34ª giornata | Bayer Uerdingen | 0 – 0 referto | Borussia M'gladbach | Grotenburg Stadion (27 000 spett.)\| Arbitro: \| Föckler \| |
| Arbitro:                                            | Föckler         |               |                     |                                                             |

### Coppa di Germania
| Arbitro: | Neuner |

|  |           |                                |
|  | Marcatori | 11’ Budde 58’ Winter 75’ Bruns |

| Arbitro: | Wiesel |

|                                            |           |               |
| Criens 13’ Spies 42’, 81’ Bruns 71’ (rig.) | Marcatori | 23’ Wirsching |

| Arbitro: | Holst |

|                 |           |  |
| Kapetanović 99’ | Marcatori |  |

## Statistiche

### Statistiche di squadra
| Competizione      | Punti | In casa | In casa | In casa | In casa | In casa | In casa | In trasferta | In trasferta | In trasferta | In trasferta | In trasferta | In trasferta | Totale | Totale | Totale | Totale | Totale | Totale | DR |
| Competizione      | Punti | G       | V       | N       | P       | Gf      | Gs      | G            | V            | N            | P            | Gf           | Gs           | G      | V      | N      | P      | Gf     | Gs     | DR |
| ----------------- | ----- | ------- | ------- | ------- | ------- | ------- | ------- | ------------ | ------------ | ------------ | ------------ | ------------ | ------------ | ------ | ------ | ------ | ------ | ------ | ------ | -- |
| Bundesliga        | 30    | 17      | 8       | 5       | 4       | 27      | 14      | 17           | 3            | 3            | 11           | 10           | 31           | 34     | 11     | 8      | 15     | 37     | 45     | -8 |
| Coppa di Germania | -     | 1       | 1       | 0       | 0       | 4       | 1       | 2            | 1            | 0            | 1            | 3            | 1            | 3      | 2      | 0      | 1      | 7      | 2      | +5 |
| Totale            | 30    | 18      | 9       | 5       | 4       | 31      | 15      | 19           | 4            | 3            | 12           | 13           | 32           | 37     | 13     | 8      | 16     | 44     | 47     | -3 |

### Andamento in campionato
| Giornata  | 1  | 2  | 3  | 4 | 5 | 6 | 7  | 8 | 9 | 10 | 11 | 12 | 13 | 14 | 15 | 16 | 17 | 18 | 19 | 20 | 21 | 22 | 23 | 24 | 25 | 26 | 27 | 28 | 29 | 30 | 31 | 32 | 33 | 34 |
| --------- | -- | -- | -- | - | - | - | -- | - | - | -- | -- | -- | -- | -- | -- | -- | -- | -- | -- | -- | -- | -- | -- | -- | -- | -- | -- | -- | -- | -- | -- | -- | -- | -- |
| Luogo     | T  | C  | T  | C | T | C | T  | C | C | T  | C  | T  | C  | T  | C  | T  | C  | C  | T  | C  | T  | C  | T  | C  | T  | T  | C  | T  | C  | T  | C  | T  | C  | T  |
| Risultato | P  | N  | N  | V | N | N | P  | V | N | V  | P  | P  | P  | P  | P  | P  | P  | V  | P  | N  | P  | V  | P  | V  | V  | V  | N  | P  | V  | P  | V  | P  | V  | N  |
| Posizione | 13 | 14 | 13 | 8 | 8 | 9 | 11 | 9 | 9 | 7  | 8  | 9  | 13 | 15 | 16 | 18 | 18 | 17 | 18 | 18 | 18 | 16 | 16 | 16 | 15 | 14 | 13 | 16 | 13 | 16 | 14 | 16 | 15 | 15 |

Legenda:

Luogo: C = Casa; T = Trasferta. Risultato: V = Vittoria; N = Pareggio; P = Sconfitta.

### Statistiche dei giocatori
Sono in corsivo i giocatori ceduti durante la stagione.
| Giocatore       | Bundesliga | Bundesliga | Bundesliga  | Bundesliga | Coppa di Germania | Coppa di Germania | Coppa di Germania | Coppa di Germania | Totale   | Totale | Totale      | Totale     |
| Giocatore       | Presenze   | Reti       | Ammonizioni | Espulsioni | Presenze          | Reti              | Ammonizioni       | Espulsioni        | Presenze | Reti   | Ammonizioni | Espulsioni |
| --------------- | ---------- | ---------- | ----------- | ---------- | ----------------- | ----------------- | ----------------- | ----------------- | -------- | ------ | ----------- | ---------- |
| J. Albertz      | 0          | 0          | 0           | 0          | 0                 | 0                 | 0                 | 0                 | 0        | 0      | 0           | 0          |
| O. Becker       | 0          | 0          | 0           | 0          | 0                 | 0                 | 0                 | 0                 | 0        | 0      | 0           | 0          |
| I. Bjelanov     | 14         | 4          | 2           | 1          | 1                 | 0                 | 0                 | 0                 | 15       | 4      | 2           | 1          |
| O. Bierhoff     | 8          | 0          | 1           | 0          | 0                 | 0                 | 0                 | 0                 | 8        | 0      | 1           | 0          |
| O. Bodden       | 3          | 0          | 0           | 0          | 1                 | 0                 | 0                 | 0                 | 4        | 0      | 0           | 0          |
| U. Brunn        | 0          | 0          | 0           | 0          | 0                 | 0                 | 0                 | 0                 | 0        | 0      | 0           | 0          |
| H. Bruns        | 25         | 3          | 4           | 0          | 3                 | 2                 | 1                 | 0                 | 28       | 5      | 5           | 0          |
| C. Budde        | 13         | 2          | 1           | 0          | 2                 | 1                 | 0                 | 0                 | 15       | 3      | 1           | 0          |
| H. Criens       | 31         | 10         | 6           | 0          | 3                 | 1                 | 0                 | 0                 | 34       | 11     | 6           | 0          |
| S. Effenberg    | 29         | 6          | 9           | 0          | 3                 | 0                 | 0                 | 0                 | 32       | 6      | 9           | 0          |
| T. Eichin       | 32         | 0          | 7           | 0          | 3                 | 0                 | 0                 | 0                 | 35       | 0      | 7           | 0          |
| K. Herlovsen    | 0          | 0          | 0           | 0          | 0                 | 0                 | 0                 | 0                 | 0        | 0      | 0           | 0          |
| C. Hochstätter  | 22         | 7          | 3           | 0          | 1                 | 0                 | 0                 | 0                 | 23       | 7      | 3           | 0          |
| T. Huschbeck    | 11         | 0          | 0           | 0          | 0                 | 0                 | 0                 | 0                 | 11       | 0      | 0           | 0          |
| U. Kamps        | 34         | 0          | 3           | 0          | 3                 | 0                 | 0                 | 0                 | 37       | 0      | 3           | 0          |
| M. Klinkert     | 32         | 1          | 6           | 0          | 3                 | 0                 | 0                 | 0                 | 35       | 1      | 6           | 0          |
| B. Krauss       | 20         | 0          | 1           | 0          | 2                 | 0                 | 0                 | 0                 | 22       | 0      | 1           | 0          |
| J. Lange        | 5          | 0          | 2           | 0          | 0                 | 0                 | 0                 | 0                 | 5        | 0      | 2           | 0          |
| C. Marell       | 0          | 0          | 0           | 0          | 0                 | 0                 | 0                 | 0                 | 0        | 0      | 0           | 0          |
| M. Max          | 11         | 0          | 0           | 0          | 1                 | 0                 | 0                 | 0                 | 12       | 0      | 0           | 0          |
| N. Meier        | 13         | 0          | 1           | 0          | 0                 | 0                 | 0                 | 0                 | 13       | 0      | 1           | 0          |
| J. Neun         | 30         | 0          | 4           | 0          | 3                 | 0                 | 2                 | 0                 | 33       | 0      | 6           | 0          |
| K. Pflipsen     | 1          | 0          | 0           | 0          | 0                 | 0                 | 0                 | 0                 | 1        | 0      | 0           | 0          |
| U. Quickenstedt | 0          | 0          | 0           | 0          | 0                 | 0                 | 0                 | 0                 | 0        | 0      | 0           | 0          |
| K. Rekdal       | 2          | 0          | 0           | 0          | 0                 | 0                 | 0                 | 0                 | 2        | 0      | 0           | 0          |
| M. Spies        | 26         | 3          | 3           | 0          | 3                 | 2                 | 0                 | 0                 | 29       | 5      | 3           | 0          |
| M. Stefes       | 18         | 0          | 2           | 0          | 1                 | 0                 | 0                 | 0                 | 19       | 0      | 2           | 0          |
| F. Straka       | 31         | 0          | 6           | 0          | 2                 | 0                 | 1                 | 0                 | 33       | 0      | 7           | 0          |
| A. Winkhold     | 16         | 0          | 2           | 1          | 2                 | 0                 | 0                 | 0                 | 18       | 0      | 2           | 1          |
| T. Winter       | 11         | 0          | 1           | 0          | 2                 | 1                 | 0                 | 0                 | 13       | 1      | 1           | 0          |
| P. Wynhoff      | 2          | 0          | 0           | 0          | 0                 | 0                 | 0                 | 0                 | 2        | 0      | 0           | 0          |